# Gublerininae
Gublerininae es una subfamilia de foraminíferos planctónicos de la familia Heterohelicidae, de la superfamilia Heterohelicoidea, del suborden Globigerinina y del orden Globigerinida. Su rango cronoestratigráfico abarca desde el Albiense (Cretácico inferior) hasta el Paleoceno.

## Discusión
Clasificaciones posteriores han incluido Gublerininae en el orden Heterohelicida.

## Clasificación
Gublerininae incluye a los siguientes géneros:
- Bifarina †
- Gublerina †
- Rectoguembelina †
- Sigalia †

Otros géneros considerados en Gublerininae son:
- Neoguembelina †, aceptado como Bifarina
- Otostomum †, considerado sinónimo posterior de Bifarina
- Tubitextularia †, aceptado como Bifarina